# 天文方
天文方（てんもんかた）は、江戸幕府によって設置された天体運行および暦の研究機関。主に編暦を司った。

## 概要
元々、編暦作業は朝廷の陰陽寮の所轄であり、土御門家があたっていたが、貞享元年（1684年）に渋川春海が貞享暦を作成し、従来の宣明暦から切り替えると、幕府は寺社奉行のもとに天文方を設置し、同年12月1日（1685年1月5日）に春海が天文方（役職名としては「天文職」とも）に就任した。以来、編暦作業の実務は幕府に移り、天文方で行われた。初めは寺社奉行の下に位置したが、延享4年1月23日（1747年3月4日）に若年寄支配となっている。俸禄は100俵で、他に役料として5ないし10人扶持が加算された。
天文方は世襲制であったが、時には天文学に通じた人物を追加あるいは養子縁組して世襲を許したために、幕末までに渋川家、猪飼家、西川家、山路家、吉田家、奥村家、高橋家、足立家の8家が任命され、状況により優秀な人材が登用された。もっとも家系が断絶した家もあり、西川如見（子の正休が徳川吉宗によって天文方に招聘）や高橋至時の子孫も幕末までは継承されず、最終的には渋川家・山路家・足立家のみが存続した。
文化8年（1811年）に高橋景保の提案によって、外局として蛮書和解御用が設置され、安政3年（1858年）の蕃書調所設置まで続いている。幕末には編暦以外にも天文や測量、地誌、洋書翻訳なども取り仕切った。東京大学の起源の一つである。

## 天文方の各家
渋川家
渋川春海の改暦の功績により、貞享元年（1684年）天文方となる。養子縁組を繰り返しながらも幕末まで継承された。
渋川春海－昔尹－敬尹－敬也－則休－光洪－正清－正陽－景佑－（敬直）－佑賢－敬典
猪飼家
御徒であった猪飼正一（豊次郎）が享保元年（1716年）渋川敬尹の暦作御用手伝となり、元文元年（1736年）天文方になる。寛保元年（1741年）に正一が没すると後継者なく、1代限りとなる。
西川家
長崎の天文家である西川如見の息子の西川正休が延享4年（1747年）天文方となり、2代続く。
（西川如見）－正休－忠喬
山路家
山路主住が宝暦の改暦（宝暦暦）の際に渋川則休と西川正休の補暦御用手伝となり、明和元年（1764年）に天文方に任命されたのに始まる。2代之徽は天文方に任命されなかったが、3代徳風以後、幕末まで天文方を継承した。なお、徳風の玄孫愛山は、作家として知られている。
山路主住－（之徽）－徳風－諧孝－彰常－（彰善）－（愛山）
吉田家
佐々木長秀（後に吉田秀長）が宝暦の改暦（宝暦暦）の際に西川正休の息子忠喬の作暦手伝となり、明和元年（1764年）天文方に任じられ宝暦暦修正事業を命じられた。以後、吉田家は幕末まで天文方を継承した。
吉田秀長－秀升－秀賢－秀茂
奥村家
奥村邦俊が明和2年（1765年）に新暦調手伝となり、天明7年（1787年）天文方に任じられた。1代限りである。
高橋家
高橋至時が寛政7年（1795年）に天文方に任命されたのに始まる。至時の長男である景保がシーボルト事件に関与して獄死したため、高橋家は2代で終わるが、次男の景佑が渋川家の養子となっている。
高橋至時－景保
足立家
足立信頭が寛政の改暦（寛政暦）のために高橋至時の助手となり、天保6年（1835年）天文方に任じられた。幕末まで2代にわたり天文方を務めた。
足立信頭－（信順）－信行

## 天文方の観測施設

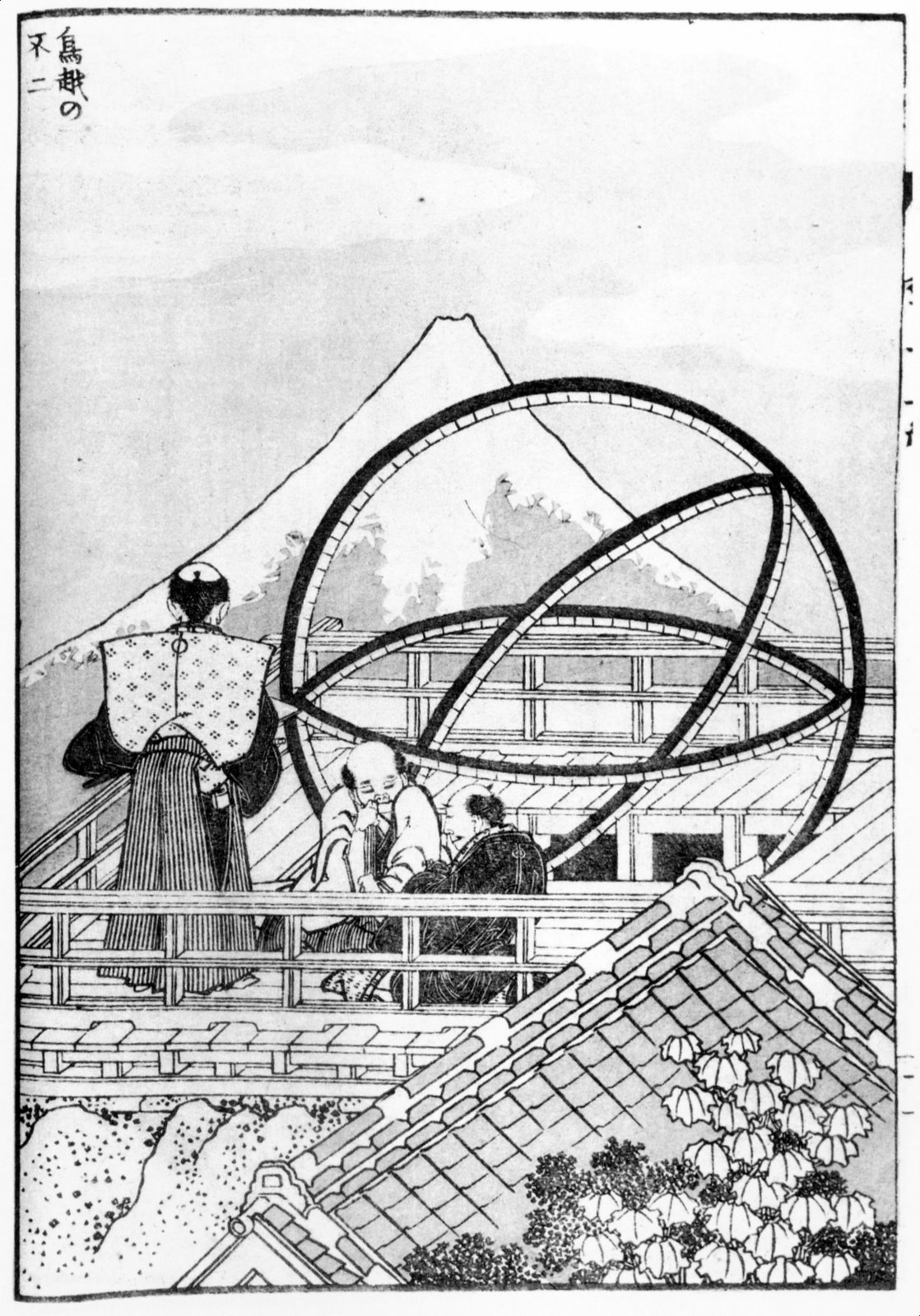
葛飾北斎画：『鳥越の不二』
浅草天文台にて

渋川春海が天文方に任じられた翌貞享2年（1685年）に牛込藁町の地に司天台を設置した。元禄2年（1689年）に本所、同14年（1701年）に神田駿河台に移転する。春海の没後、延享3年（1746年）に神田佐久間町、明和2年（1765年）に牛込袋町に移り、天明2年（1782年）に浅草の浅草天文台（頒暦所とも）に移った。この時に「天文台」という呼称が初めて採用された。高橋至時や間重富が寛政の改暦に従事したのは牛込袋町・浅草時代であり、伊能忠敬が高橋至時の元で天文学・測量学を学んだのも浅草天文台であった。その後、天保13年（1842年）に渋川景佑らの尽力で九段坂上にもう1つの天文台が設置されて天体観測に従事した。明治2年（1869年）に天文方とともに浅草・九段の両天文台が廃止される事になる。

## 天文方の廃止
大政奉還、鳥羽・伏見の戦い後、土御門晴雄は朝廷に願い出て、暦算、頒暦の権限を土御門家に取り戻し、天文方は廃止されて、同職にあった渋川敬典・山路彰常に代わって、晴雄が陰陽頭として責任者の地位に就いた。土御門家は明治2年の作歴を行うが、同年晴雄が没し、土御門家を11歳の子・和丸（土御門晴栄）が継ぐ事となり、明治3年（1870年）、天文暦道の権限は文部省の天文暦道局に移され、同年旧暦8月7日天文暦道局は東京に移され、旧暦8月25日星学局と改称された。星学局には旧天文方の渋川敬典も任用された。同年末、土御門晴栄は大学御用係を免職となり、暦道における土御門家の特権は廃止された。